# Баконао
Парк Баконао — це велика паркова зона, приблизно за 60 кілометрів від міста Сантьяго-де-Куба, загальною площею 848.57 км².

## Історія

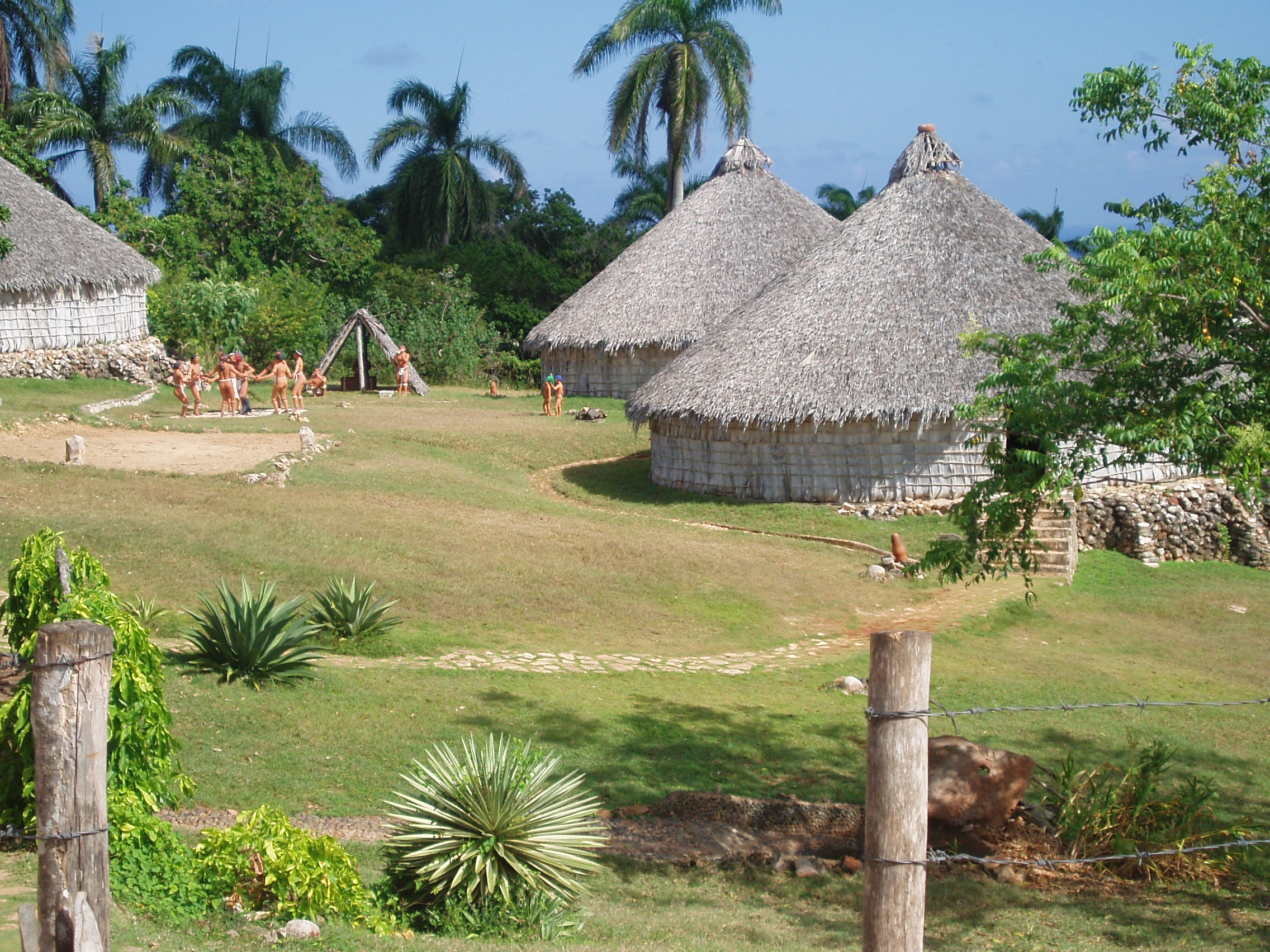
Реконструкція села таїно

Назва Баконао пов'язана з ім'ям маленького корінного жителя, який жив на півдні Куби в доколумбовий період. У легенді згадується чарівне дерево під назвою бакона, яке дозволяло дитині грати музику равликів лагуни.
Цей маленький кубинець був відомий своїми рибальськими навичками та плаванням, а також грою в Батос (оригінальна кубинська бейсбольна гра).
Дитина сиділа під деревом бакона, щоб грати музику зі свого равлика. Усі в селі були зачаровані і думали, що вміння грати музику — це подарунок чарівного дерева. Тому дитину почали називати Баконао.
Одного разу хлопчик поїхав із села в подорож і більше не повернувся. Селяни вважали, що магія дитини повернулася до дерев, і з плином часу вся місцевість отримала назву Баконао.
У 1987 році він був оголошений ЮНЕСКО біосферним заповідником всесвітньої спадщини.

## Пам'ятки

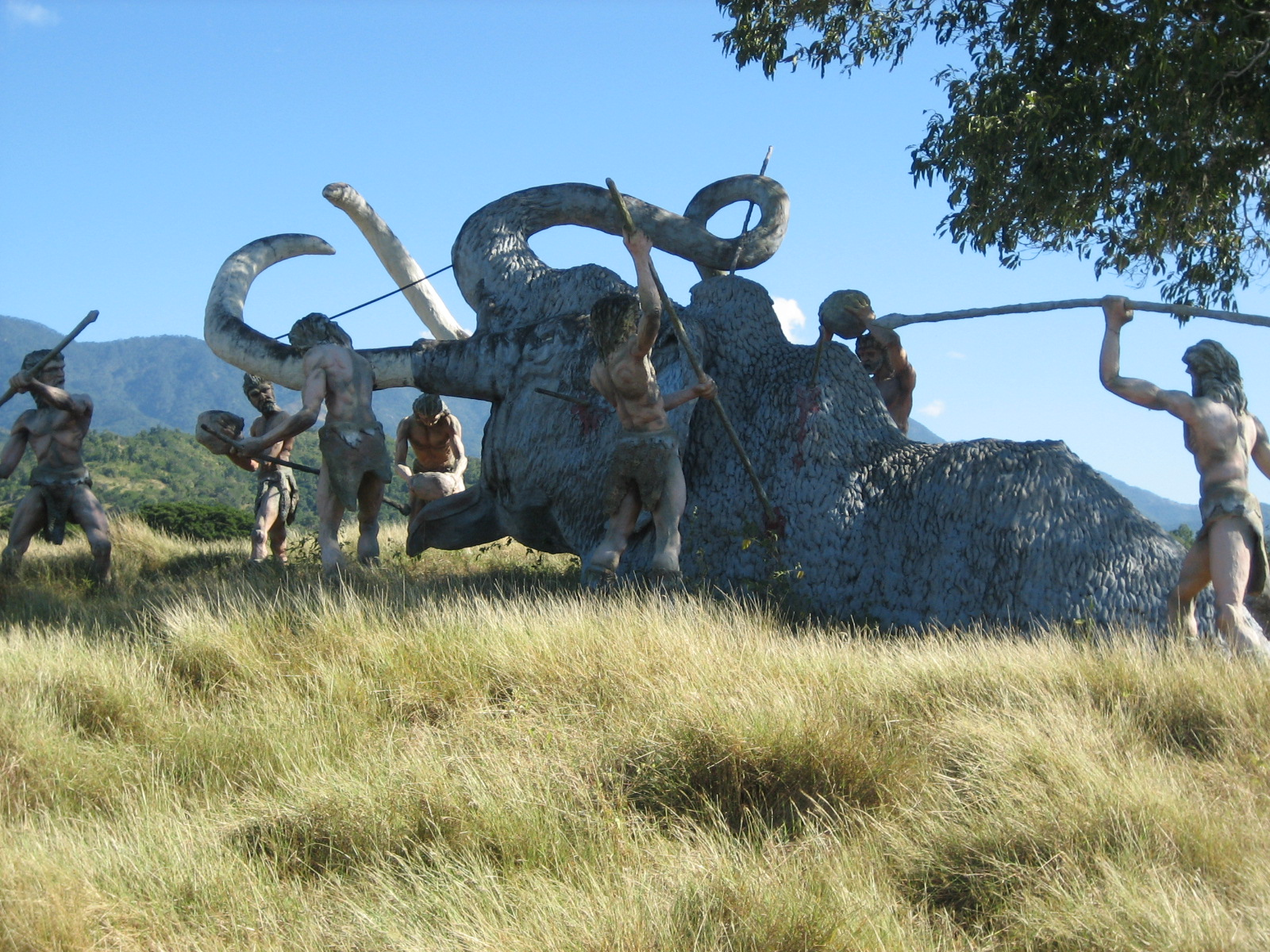
Експозиція доісторичної долини

Парк містить різноманітні пам'ятки, крім природного заповідника та плантацій кави.
Велика скеля (Гран-П'єдра)
Велика скеля — велика скеля вулканічного походження, 51 м завдовжки, 25 м заввишки і 30 м завширшки. Її розрахункова вага становить понад 63 тисячі тонн.
Можна піднятися на 459 кам'яних сходинок до вершини скелі та стати на 1234 метри над рівнем моря для панорамного огляду. Кажуть, що в темну ніч можна побачити вогні Ямайки.
Доісторична долина
У Валле-де-ла-Історія відвідувачі зустрічаються з десятками модельних динозаврів у натуральну величину, висічених з каменю, та інших доісторичних істот, що ховаються у пишній рослинності.
Ферма (Гранхіта-Сібоней)
Ферма — це місце, де нападники на казарми Монкада (Cuartel Moncada) на чолі з Фіделем Кастро провели ніч перед нападом 26 липня 1953 року.
Ботанічний сад
Існує також 0.45 км² саду під назвою Jardin Ave de Paraiso, датованого 1860 роком, який був закладений на колишній плантації кави і містить низку кольорових садів з унікальними ароматами та експозицією в кожному з них.
Музей історії наземного транспорту
У музеї представлено понад 2500 малогабаритних копій автомобілів.
Акваріум
Акваріум — 30 м завглибшки, має підводний тунель та дельфінарій.
Лагуна Баконао
Лагуна має площу 4 км². Також є відтворення села таїно та ресторан, що спеціалізується на морепродуктах.